# Strada Statale 202 Triestina
Die Strada Statale 202 Triestina (Abkürzung: SS 202), auch Triestina genannt, ist eine italienische Schnellstraße, die als Entlastungs- und Hauptverbindungsstraße für Triest gilt und den international wichtigen Hafen der Stadt mit dem italienischen und slowenischen Autobahnnetz verbindet. Der gesamte Verlauf ist mautfrei.
Außerdem ist die Straße Teil des Grande Viabilità Triestina (kurz: GVT), einen aus vierspurig ausgebauten Staatsstraßen und autobahnähnlichen Straßen bestehenden Außenring Triests. Gemeinsam mit dem RA13 und weiteren vierspurig ausgebauten Staatsstraßen ergibt sich eine Umfahrung der Stadt Triest.

## Weblinks

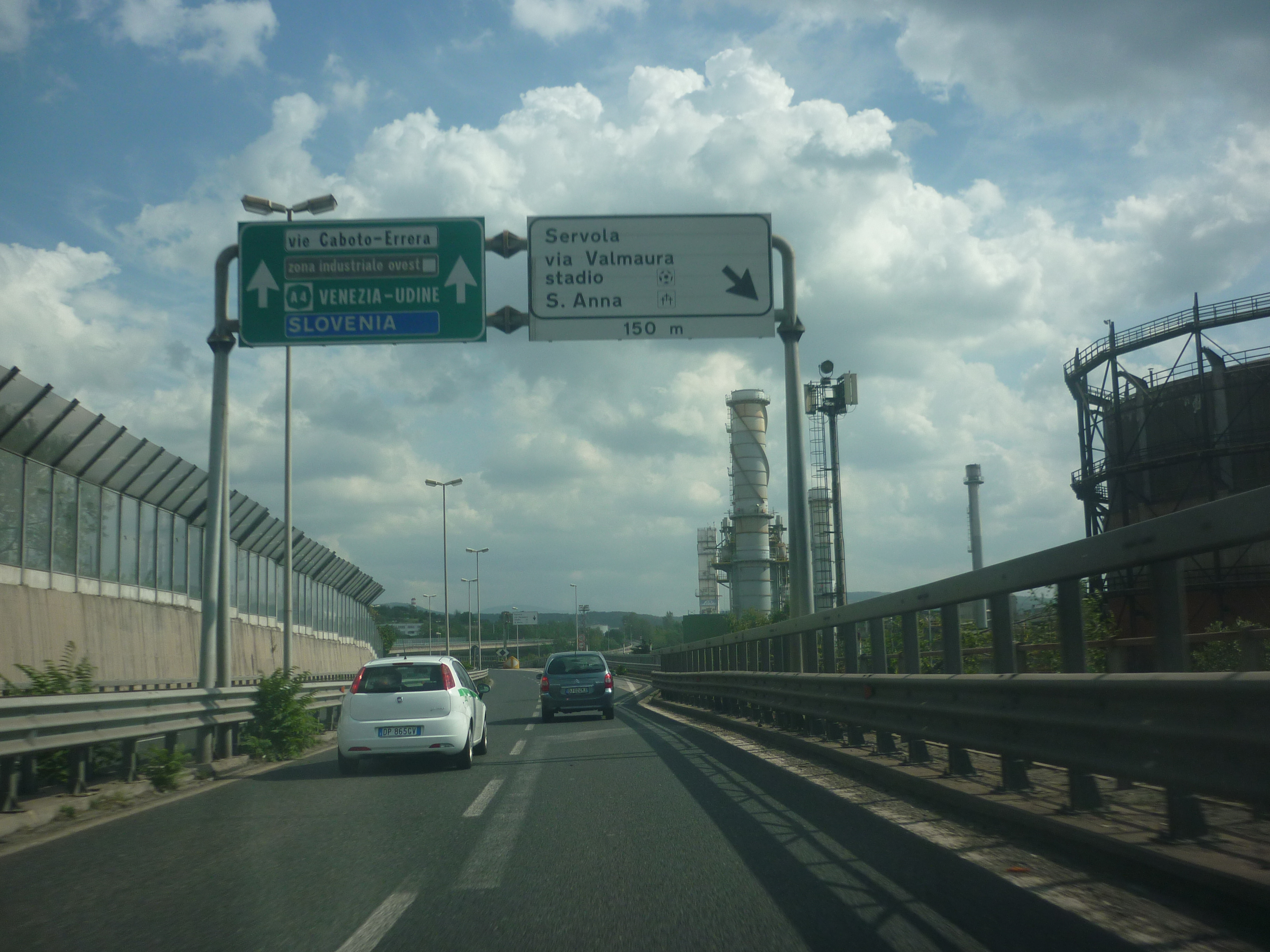
Ausfahrt Servola/Valmaura